# Furanokumarin
Furanokumarini ali furokumarini so skupina organskih kemijskih spojin, ki jih proizvajajo različne rastline. Njihova biosinteza poteka delno preko fenilpropanoidne poti in delno preko mevalonatne poti, ki se biosintetizira s sklapljanjem dimetilalil pirofosfata (DMAPP) in 7-hidroksikumarina (umbeliferon).

## Struktura
Kemijska struktura furanokumarinov zajema furanov obroč, združen s kumarinom. Furan  se lahko povezuje na različne načine, kar daje različne izomere. Spojini, ki tvorita osnovni skelet dveh najpogostejših vrst derivatov, sta psoralen in angelicin. Derivatom teh dveh osnovnih spojin pravimo linearni furanokumarini (za derivate psoralena) ali kotni furanokumarini (za derivate angelicina).

## Učinki

### Neposredna toksičnost
Veliko furanokumarinov je strupenih, saj jih rastline proizvajajo kot obrambni mehanizem proti raznim vrstam rastlinojedov, vse od žuželk do sesalcev. Ta razred fitokemikalij je odgovoren za fitofotodermatitis, ki ga lahko opazimo pri izpostavljenosti sokovom rastlin, kot so divji pastinak, orjaški dežen in sorodne kobulnice. Obstajajo tudi poročila o teh spojinah iz navadnega jesenčka.

### Součinkovanje z zdravili
Furanokumarini imajo tudi druge biološke učinke. Pri ljudeh, na primer, sta bergamotin in 6',7'-dihidroksibergamotin odgovorna za »učinek grenivkinega soka«, pri katerem ta furanokumarina vplivata na določene jetrne in črevesne encime P450. Natančneje, zavirata CYP3A4, kar bodisi ojača ali oslabi učinke mnogih zdravil, saj zaradi zaviranja presnovnega encima povzročita višje ali nižje koncentracije zdravilnih učinkovin v krvi. Višje koncentracije, če gre za prave zdravilne učinkovine (saj se počasneje presnavljajo), manjše pa, če gre za predzdravila (saj lahko tako le v manjši meri prehajajo v aktivno obliko). Zaradi teh učinkov je v navodilih za uporabo zdravil, katerih učinkovine se primarno presnavljajo s citokromi, naveden previdnostni ukrep, da naj se v času jemanja zdravila ne uživa grenivkin sok. Lahko je v celoti odsvetovan, običajno če gre za zdravila, ki se jemljejo vsak dan pri kroničnih boleznih, ali pa le delno, in sicer naj se ga ne bi uživalo vsaj 72 ur pred vzetjem odmerka zdravila in po njem. 